# Embraer Legacy 600
Embraer Legacy 600 je poslovni mlažnjak koji je nastao kao derivat modela Embraer ERJ 145, a proizvodi ga brazilski zrakoplovni proizvođač Embraer.

## Dizajn i razvoj
Embraer Legacy 600 je temeljen na Embraer ERJ 145 obitelji poslovnih mlažnjaka, dok je avionika preuzeta iz modela Embraer ERJ 140 uključujući i dodatne spremnike s gorivom.
Mlažnjak je javnosti prvi puta predstavljen 2000. godine na Farnborough Airshowu. Može prenijeti 16 putnika na udaljenost od 5.650 km ili 8 putnika na udaljenost od 6.390 km. Proizvedena je i inačica Legacy Shuttle koja može prenijeti i 19 putnika, ali nema isti dolet kao modeli Legacy Executive i Legacy 600.
Embraer Legacy 600 se natječe u kategoriji malih i srednjih poslovnih mlažnjaka. Dizajnerski je apsolutno drugačiji od kanadskog rivala Canadair Challengera koji mu je konkurent na tržištu takvih aviona.
U sedam godina proizvodnje, preko 150 Embraer Legacy poslovnih mlažnjaka je izvezeno u više od 20 zemalja. Avion ima kapacitet za prijevoz 16 putnika, dok model Legacy Shuttle može prenijeti između 19 i 37 putnika. Kokpit Legacy mlažnjaka uključuje avioniku Honeywell Primus 1000 i u potpunosti stakleni kokpit.

## Embraer Legacy 650
Embraer Legacy 650 je naprednija inačica modela Legacy 600, koja je namijenjena za letove na veće udaljenosti. Četiri putnika mogu se prevesti na put dug 7.223 km a osam putnika na 7.112 km. To bi bilo oko 926 km dalje od modela Legacy 600.

## Isporuke
Model Embraer Legacy 600 se proizvodio i isporučivao u sljedećem rasponu:
| Godina | Broj isporuka |
| ------ | ------------- |
| 2002.  | 9             |
| 2003.  | 13            |
| 2004.  | 13            |
| 2005.  | 20            |
| 2006.  | 27            |
| 2007.  | 36            |
| 2008.  | 36            |
| 2009.  | 18            |
| 2010.  | 11            |

## Zračni incident
- 29. rujna 2006. je ExcelAire Embraer Legacy EMB-135BJ s civilnom registracijom N600XL sudario s Boeingom 737-800 tokom leta iznad sjeverno brazilske države Mato Grosso na ruti São José dos Campos - Manaus. Boeing se srušio dok je Embraer sletio s manjim oštećenjima.

## Tehničke karakteristike
Osnovne karakteristike
- posada: 3 (pilot, kopilot i stjuardesa)
- kapacitet: 16 putnika
- dužina: 26,33 m
- raspon krila: 21,17 m
- visina: 6,76 m

Letne karakteristike
- najveća brzina: 834 km/h (518 mph)
- dolet: 6.060 km (3.740 milja)
- najveća visina leta: 12.496 m
- motor: 2× Rolls-Royce AE 3007/A1P turbo-fen motora

## Vanjske poveznice
- Web stranica o Embraer Legacy 600
- Airliners.net: Embraer ERJ-135/140/Legacy
- Private Jets: Reviewing the Embraer Legacy
- Slike kokpita Legacy 600